# FFV Leipzig
Az 1. FC Lokomotive Leipzig női csapata német női élvonalbeli labdarúgócsapat, az 1. FC Lokomotive Leipzig szakosztálya. 
5 másodosztályban eltöltött idény után a 2010-11-es szezonban az Északi csoportban 2. helyen végeztek, csak a Hamburger SV II végzett előttük. Azonban a hamburgiak nem tudtak tartalékcsapatot kiállítani, a Lokomotive fennállása során először indulhatott a Frauen Bundesligában.